# São Léo Open 2024 - Doppio
Il doppio del torneo di tennis professionistico São Léo Open 2024, facente parte della categoria Challenger 75 nell'ambito dell'ATP Challenger Tour 2024, si è giocato dal 25 al 31 marzo a São Leopoldo, in Brasile. Tra le coppie partecipanti erano assenti Guido Andreozzi e Guillermo Durán, i detentori del titolo.
In finale Marcelo Demoliner e Orlando Luz hanno sconfitto Liam Draxl e Alexander Weis con il punteggio di 7–5, 3–6, [10–8].

## Teste di serie
1. Boris Arias /  Federico Zeballos (quarti di finale)
2. Marcelo Demoliner /  Orlando Luz (campioni)

1. Fernando Romboli /  Marcelo Zormann (semifinale)
2. Scott Duncan /  Kelsey Stevenson (primo turno)

## Wildcard
1. Matheus Pucinelli de Almeida /  Nicolas Zanellato (ritirati)

1. Luís Britto /  Paulo André Saraiva Dos Santos (primo turno)

## Alternate
1. Gonzalo Bueno /  Álvaro Guillén Meza (primo turno)

1. João Lucas Reis da Silva /  Juan Bautista Torres (quarti di finale)

## Tabellone

### Legenda
| - Q = Qualificato - WC = Wild card - LL = Lucky loser | - ALT = Alternate - SE = Special Exempt - PR = Protected Ranking | - w/o = Walkover - r = Ritirato - d = Squalificato |

|  | Primo turno | Primo turno                    | Primo turno                    | Primo turno | Primo turno |  |  | Quarti di finale | Quarti di finale           | Quarti di finale           | Quarti di finale  | Quarti di finale  |   |   | Semifinali | Semifinali                | Semifinali          | Semifinali                    | Semifinali |   |      | Finale | Finale | Finale | Finale | Finale |  |
|  |             |                                |                                |             |             |  |  |                  |                            |                            |                   |                   |   |   |            |                           |                     |                               |            |   |      |        |        |        |        |        |  |
|  | 1           | B Arias F Zeballos             | B Arias F Zeballos             | 6           | 7           |  |  |                  |                            |                            |                   |                   |   |   |            |                           |                     |                               |            |   |      |        |        |        |        |        |  |
|  |             | D Dutra da Silva P Sakamoto    | D Dutra da Silva P Sakamoto    | 2           | 64          |  |  | 1                | B Arias F Zeballos         | B Arias F Zeballos         | 5                 | 4                 |   |   |            |                           |                     |                               |            |   |      |        |        |        |        |        |  |
|  |             | G Blancaneaux E Couacaud       | G Blancaneaux E Couacaud       | 3           |             |  |  |                  | G Blancaneaux E Couacaud   | G Blancaneaux E Couacaud   | 7                 | 6                 |   |   |            |                           |                     |                               |            |   |      |        |        |        |        |        |  |
|  |             | D Cukierman C Huertas del Pino | D Cukierman C Huertas del Pino | 2           | r           |  |  |                  |                            |                            |                   |                   |   |   |            | G Blancaneaux E Couacaud  | 7                   | 1                             | r          |   |      |        |        |        |        |        |  |
|  | 4           | S Duncan K Stevenson           | S Duncan K Stevenson           | 3           | 4           |  |  |                  |                            |                            | L Draxl A Weis    | 64                | 1 |   |            |                           |                     |                               |            |   |      |        |        |        |        |        |  |
|  |             | L Draxl A Weis                 | L Draxl A Weis                 | 6           | 6           |  |  |                  | L Draxl A Weis             | L Draxl A Weis             | 6                 | 6                 |   |   |            |                           |                     |                               |            |   |      |        |        |        |        |        |  |
|  |             | A Taylor G Villanueva          | A Taylor G Villanueva          | 6           | 7           |  |  |                  | A Taylor G Villanueva      | A Taylor G Villanueva      | 3                 | 4                 |   |   |            |                           |                     |                               |            |   |      |        |        |        |        |        |  |
|  |             | G Bueno Á Guillén Meza         | G Bueno Á Guillén Meza         | 3           | 64          |  |  |                  |                            |                            |                   |                   |   |   |            | Liam Draxl Alexander Weis | 5                   | 6                             | [8]        |   |      |        |        |        |        |        |  |
|  | Alt         | JL Reis da Silva JB Torres     | JL Reis da Silva JB Torres     | 7           | 6           |  |  |                  |                            |                            |                   |                   |   |   |            |                           | 2                   | Marcelo Demoliner Orlando Luz | 7          | 3 | [10] |        |        |        |        |        |  |
|  |             | GA Olivieri C Sánchez Jover    | GA Olivieri C Sánchez Jover    | 5           | 3           |  |  | Alt              | JL Reis da Silva JB Torres | JL Reis da Silva JB Torres | 5                 | 0                 |   |   |            |                           |                     |                               |            |   |      |        |        |        |        |        |  |
|  | WC          | L Britto PA Saraiva Dos Santos | L Britto PA Saraiva Dos Santos | 3           | 2           |  |  | 3                | F Romboli M Zormann        | F Romboli M Zormann        | 7                 | 6                 |   |   |            |                           |                     |                               |            |   |      |        |        |        |        |        |  |
|  | 3           | F Romboli M Zormann            | F Romboli M Zormann            | 6           | 6           |  |  |                  |                            |                            |                   |                   |   |   | 3          | F Romboli M Zormann       | F Romboli M Zormann | 4                             | 4          |   |      |        |        |        |        |        |  |
|  |             | A Collarini R Olivo            | A Collarini R Olivo            | 6           | 6           |  |  |                  |                            | 2                          | M Demoliner O Luz | M Demoliner O Luz | 6 | 6 |            |                           |                     |                               |            |   |      |        |        |        |        |        |  |
|  |             | G Oliveira K Uchida            | G Oliveira K Uchida            | 1           | 3           |  |  |                  | A Collarini R Olivo        | 3                          | 6                 | [10]              |   |   |            |                           |                     |                               |            |   |      |        |        |        |        |        |  |
|  |             | S Freund J Ingildsen           | S Freund J Ingildsen           | 5           | 4           |  |  | 2                | M Demoliner O Luz          | 6                          | 3                 | [12]              |   |   |            |                           |                     |                               |            |   |      |        |        |        |        |        |  |
|  | 2           | M Demoliner O Luz              | M Demoliner O Luz              | 7           | 6           |  |  |                  |                            |                            |                   |                   |   |   |            |                           |                     |                               |            |   |      |        |        |        |        |        |  |